# 松田琥羽
松田琥羽(まつだこう)は、中学二年生の新世代アーティスト「HARU」を中心とした音楽プロジェクト「the BL00M」でのバンドセットプロジェクトのギタリスト。愛媛県松山市出身の中学三年生。2025年では、未来の鍵を握る学校「SCHOOL OF LOCK」とSony Musicがタックを組んで開催する10代限定の音楽フェス「閃光ライオット」の三次ライブ審査に出演。